# 滕比子爵
彭布罗克郡布爾福德的滕比子爵（英語：Viscount Tenby），是一個世襲的聯合王國貴族爵位。爵位於1957年冊封，授予前首相第一代德威弗爾的勞萊-佐治伯爵大衛·勞萊·佐治次子——前內政大臣格威林·勞萊·佐治。

## 滕比子爵（1957年）
- 第一代滕比子爵格威林·勞萊·佐治（英语：Gwilym Lloyd George）（1894年－1967年）
- 第二代滕比子爵大衛·勞萊·佐治（英語：David Lloyd George, 2nd Viscount Tenby）（1922年－1983年）
- 第三代滕比子爵威廉·勞萊·佐治（英语：William Lloyd George, 3rd Viscount Tenby）（1927年－2023年）
- 第四代滕比子爵蒂莫西·亨利·格威林·勞萊·佐治（英语：Timothy Henry Gwilym Lloyd George, 4th Viscount Tenby）（生於1962年）

爵位沒有繼承人。